# Paoliella ayari
Paoliella ayari är en insektsart. Paoliella ayari ingår i släktet Paoliella och familjen långrörsbladlöss. Inga underarter finns listade i Catalogue of Life.